# بالوره
بالوره (به انگلیسی: Bolloré) شرکت هلدینگ و سرمایه‌گذاری فرانسوی است، که در زمینه ارائه خدمات لجستیک و ترابری دریایی، بازرگانی کالا و محموله‌های تجاری، تولید کاغذ و پلاستیک، توزیع انرژی و عرضه سوخت، ساخت خودرو، رسانه‌های گروهی و مخابرات فعالیت می‌نماید. 
شرکت بالوره در سال ۱۸۲۲ بعنوان کارخانه تولید کاغذ توسط نیکولاس دی‌ماری راه‌اندازی شد و در سال ۱۸۶۲ در پی خریداری آن توسط ژان-رنه بالوره، نام آن به فرم کنونی تغییر پیدا کرد. این شرکت در طول دوره‌های مختلف به صنایع مختلف ورود یافت، ولی امروزه همچنان کنترل اکثریت سهام آن در اختیار خانواده بالوره قرار داشته و وینسنت بالوره مدیریت این گروه صنعتی بازرگانی را در اختیار دارد.
دفتر مرکزی شرکت بالوره در شهر پوتو، فرانسه قرار دارد و بخشی از سهام آن در بازار بورس یورونکست پاریس معامله می‌شود.